# فراماده

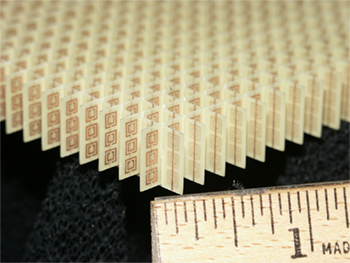
پیکربندی آرایه فراماده با شاخص منفی، که از تشدید کننده‌ها(رزوناتور)ی حلقه مسی و سیم‌هایی که بر روی ورق‌های به هم پیوسته تخته مدار فایبر گلاس نصب شده‌اند، ساخته شده است. کل آرایه شامل سلول های ۳×۲۰×۲۰ با ابعاد کلی۱۰×۱۰۰×۱۰۰ میلی متر (۰/۳۹× ۳/۹۴×۳/۹۴ اینچ) است.

متامتریال (از کلمه یونانی μετά meta به معنای «فراتر» یا «بعد» و کلمه لاتین materia به معنای «ماده» یا «ماده») هر ماده ای مهندسی شده است که خاصیتی داشته باشد که به ندرت در مواد طبیعی مشاهده شود. آنها از مجموعه ای از عناصر متعدد ساخته شده از مواد کامپوزیتی مانند فلزات و پلاستیک ساخته شده اند. این مواد معمولاً در الگوهای تکرار شونده، در مقیاس‌هایی که کوچک‌تر از طول موج‌های پدیده‌هایی هستند که بر آنها تأثیر می‌گذارند، مرتب می‌شوند. فرامواد خواص خود را نه از خواص مواد پایه، بلکه از ساختارهای جدید طراحی شده خود به دست می آورند. شکل دقیق، هندسه، اندازه، جهت و آرایش آنها به آنها ویژگی های هوشمندی می دهد که قادر به دستکاری امواج الکترومغناطیسی هستند: با مسدود کردن، جذب، تقویت یا خم کردن امواج، برای دستیابی به مزایایی فراتر از آنچه با مواد معمولی ممکن است.
متامواد با طراحی مناسب می توانند امواج تابش الکترومغناطیسی یا صدا را به گونه ای تحت تاثیر قرار دهند که در مواد حجیم مشاهده نمی شود.مواردی که دارای شاخص شکست منفی برای طول موج‌های خاص هستند، مورد توجه تعداد زیادی از تحقیقات قرار گرفته‌اند. این مواد به عنوان فرامواد با شاخص منفی شناخته می شوند.

## تعریف فراماده (فراماده چیست؟)

A comparison of refraction in a left-handed metamaterial to that in a normal material

در ابتدا باید دانست که فراماده چیست ولی می‌توان گفت که هیچ تعریف مشخصی برای آن وجود ندارد ولی در کل می‌توان آن را به این صورت تعریف کرد که، آن‌ها موادی هستند که دارای خواصی همانند مواد طبیعی یافت شده نیستند (معمولاً εوµ متفاوت از مواد طبیعی). در خصوص آن‌ها باید دانست که:
1. آنها معمولاً از مواد طبیعی درست شده‌اند و هیچ ماده خاصی نیستند. پس می‌توان از ترکیب دو ماده با خواص A,B به موادی با خواص C,D,E,F رسید.
2. معمولاً در فرکانس‌های ماکروویو می‌توان از ساختاری تشکیل شده از دای الکتریک + فلز کمک گرفت. (در ادامهٔ بحث بیشتر بررسی خواهد شد)

۳. در این مواد، قوانین فیزیک نقض نخواهد شد برای مثال قانون اسنل { [(n1*sin(A)⁡] = [n2*sin(B)] } همواره در این مواد برقرار است. قانون اسنل را معکوس می‌کند.
کاربردهای بالقوه فرامواد متنوع است و شامل فیلترهای نوری، دستگاه‌های پزشکی، کاربردهای هوافضای راه دور، تشخیص حسگر و نظارت بر زیرساخت، مدیریت هوشمند انرژی خورشیدی، لیزرها، کنترل جمعیت، رادوم‌ها، ارتباطات میدان نبرد با فرکانس بالا و لنزهایی برای سود بالا می‌باشد. آنتن‌ها، بهبود حسگرهای اولتراسونیک و حتی محافظت از سازه‌ها در برابر زلزله. فرامواد پتانسیل ایجاد عدسی های فوق العاده را ارائه می دهند. چنین عدسی می‌تواند تصویربرداری زیر حد پراش را امکان‌پذیر کند که حداقل وضوح d=λ/(2NA) است که می‌تواند توسط لنزهای معمولی با دیافراگم عددی NA و با طول موج روشنایی λ به دست آید. فرامواد نوری با طول موج فرعی، هنگامی که با رسانه های ضبط نوری ادغام می شوند، می توانند برای دستیابی به چگالی داده های نوری بالاتر از حد محدود شده توسط پراش استفاده شوند.شکلی از "نامرئی" با استفاده از مواد با شاخص گرادیان نشان داده شد. فرامواد آکوستیک و لرزه ای نیز از مناطق تحقیقاتی هستند.
تحقیقات فراماده ای میان رشته ای است و شامل زمینه هایی مانند مهندسی برق، الکترومغناطیسی، اپتیک کلاسیک، فیزیک حالت جامد، مهندسی مایکروویو و آنتن، الکترونیک نوری، علوم مواد، علوم نانو و مهندسی نیمه هادی ها می شود.

## تاریخچه
اکتشاف مواد مصنوعی برای دستکاری امواج الکترومغناطیسی در پایان قرن نوزدهم آغاز شد. برخی از اولین ساختارهایی که ممکن است فرامواد در نظر گرفته شوند توسط Jagadish Chandra Bose مورد مطالعه قرار گرفتند، که در سال 1898 در مورد موادی با خواص کایرال تحقیق کرد. کارل فردیناند لیندمن برهمکنش موج را با مارپیچ های فلزی به عنوان محیط کایرال مصنوعی در اوایل قرن بیستم مطالعه کرد.
در اواخر دهه 1940، وینستون ای. کوک از آزمایشگاه های AT&T Bell موادی را توسعه داد که ویژگی های مشابهی با فرامواد داشتند. در دهه 1950 و 1960، دی الکتریک مصنوعی برای آنتن های مایکروویو سبک وزن مورد مطالعه قرار گرفت. جاذب‌های رادار مایکروویو در دهه‌های 1980 و 1990 به عنوان کاربردهایی برای رسانه‌های کایرال مصنوعی مورد تحقیق قرار گرفتند.
مواد با شاخص منفی برای اولین بار توسط ویکتور وسلاگو در سال 1967 به صورت نظری توصیف شد. او ثابت کرد که چنین موادی می توانند نور را از خود عبور دهند. او نشان داد که سرعت فاز را می توان ضد موازی با جهت بردار پوینتینگ ساخت. این برخلاف انتشار موج در مواد طبیعی است.
در سال 1995، جان ام. گوئرا یک توری شفاف زیر طول موج (که بعداً فراماده فوتونیکی نامیده شد) با خطوط و فضاهای 50 نانومتری ساخت و سپس آن را با یک میکروسکوپ غوطه‌وری روغن استاندارد (ترکیب که بعداً سوپر عدسی نامیده شد) جفت کرد. یک توری را در ویفر سیلیکونی که دارای خطوط و فضاهای 50 نانومتری نیز می باشد، حل کنید. این تصویر فوق العاده تفکیک شده با روشنایی با طول موج 650 نانومتر در هوا به دست آمد.
در سال 2000، جان پندری اولین کسی بود که یک روش عملی برای ساخت یک متامتریال چپ دست را شناسایی کرد، ماده ای که در آن قانون دست راست رعایت نمی شود. هچنین ماده ای به یک موج الکترومغناطیسی اجازه می دهد تا انرژی (سرعت گروهی) را در برابر سرعت فاز خود منتقل کند. ایده پندری این بود که سیم‌های فلزی در راستای یک موج می‌توانند گذردهی منفی را ایجاد کنند (تابع دی الکتریک ε <0). مواد طبیعی (مانند فروالکتریک) دارای گذردهی منفی هستند. چالش دستیابی به نفوذپذیری منفی (µ < 0) بود. در سال 1999 پندری نشان داد که یک حلقه شکاف (شکل C) با محور آن در جهت انتشار موج می تواند این کار را انجام دهد. در همان مقاله، او نشان داد که آرایه تناوبی از سیم ها و حلقه ها می تواند باعث ایجاد ضریب شکست منفی شود. پندری همچنین یک طرح با نفوذپذیری منفی مرتبط با رول سوئیسی را پیشنهاد کرد.
در سال 2000، دیوید آر اسمیت و همکاران. نمایش تجربی عملکرد فرامواد الکترومغناطیسی را با انباشتن افقی، دوره‌ای، تشدیدکننده‌های حلقه‌شکن و ساختارهای سیمی نازک گزارش کرد. روشی در سال 2002 برای تحقق فرامواد با شاخص منفی با استفاده از خطوط انتقال بارگذاری شده با عنصر مصنوعی در فناوری میکرواستریپ ارائه شد. در سال 2003، ضریب شکست منفی پیچیده (هر دو بخش واقعی و خیالی) . و تصویربرداری با لنز تخت. با استفاده از فرامواد چپ دست نشان داده شد. تا سال 2007، آزمایش‌هایی که شامل ضریب شکست منفی بود توسط بسیاری از گروه‌ها انجام شد. در فرکانس‌های مایکروویو، اولین پوشش نامرئی ناقص در سال 2006 کشف شد.
از منظر معادلات حاکم، محققان معاصر می‌توانند قلمرو فرامواد را به سه شاخه اصلی طبقه‌بندی کنند: فرامواد امواج الکترومغناطیسی/نوری، فرامواد دیگر موجی، و فرامواد انتشاری. این شاخه ها با معادلات حاکم مربوط خود که شامل معادلات ماکسول (معادله موجی که امواج عرضی را توصیف می کند)، سایر معادلات موج (برای امواج طولی و عرضی) و معادلات انتشار (مربوط به فرآیندهای انتشار) مشخص می شوند. برای اطلاعات جامع، لطفاً به بخش I.B، "تکامل فیزیک فراماده" در ارجاع  مراجعه کنید.

## فرامواد الکترومغناطیسی
یک فراماده الکترومغناطیسی بر امواج الکترومغناطیسی تأثیر می‌گذارد که به ویژگی‌های ساختاری آن که کوچک‌تر از طول موج هستند، برخورد می‌کنند یا با آنها تعامل می‌کنند. برای اینکه به عنوان یک ماده همگن رفتار کند که دقیقاً توسط یک ضریب شکست مؤثر توصیف می شود، ویژگی های آن باید بسیار کوچکتر از طول موج باشد.
خواص غیرمعمول فرامواد از پاسخ تشدید هر عنصر تشکیل دهنده به جای آرایش فضایی آنها به صورت شبکه ناشی می شود. این اجازه می دهد تا پارامترهای محلی مؤثر مواد (مجوز و نفوذپذیری) را در نظر بگیرید. اثر تشدید مربوط به آرایش متقابل عناصر مسئول پراکندگی براگ است، که زیربنای فیزیک بلورهای فوتونی، کلاس دیگری از مواد الکترومغناطیسی است. برخلاف رزونانس های محلی، پراکندگی براگ و باند توقف متناظر براگ دارای یک حد فرکانس پایین هستند که توسط فاصله شبکه تعیین می شود. تقریب طول زیر موج تضمین می کند که باندهای توقف براگ با اثرات پراکندگی فضایی قوی در فرکانس های بالاتری قرار دارند و می توان آنها را نادیده گرفت. معیار تغییر رزونانس محلی به زیر باند توقف براگ پایین، ساختن نمودار انتقال فاز فوتونیک را در فضای پارامتر، به عنوان مثال، اندازه و گذردهی عنصر تشکیل دهنده، ممکن می سازد. چنین نموداری دامنه پارامترهای ساختار را نشان می دهد که امکان مشاهده خواص فراماده در مواد الکترومغناطیسی را فراهم می کند. برای تشعشعات مایکروویو، ویژگی ها به ترتیب میلی متر هستند. فرامواد فرکانس مایکروویو معمولاً به صورت آرایه هایی از عناصر رسانای الکتریکی (مانند حلقه های سیم) ساخته می شوند که ویژگی های القایی و خازنی مناسبی دارند. بسیاری از فرامواد مایکروویو از تشدید کننده های حلقه تقسیم استفاده می کنند.
فرامواد فوتونیک در مقیاس نانومتری ساختار یافته اند و نور را در فرکانس های نوری دستکاری می کنند. کریستال‌های فوتونیک و سطوح انتخاب‌کننده فرکانس مانند توری‌های پراش، آینه‌های دی الکتریک و پوشش‌های نوری شباهت‌هایی به فرامواد ساختار یافته با طول موج دارند. با این حال، اینها معمولاً از متامواد متمایز در نظر گرفته می شوند، زیرا عملکرد آنها از پراش یا تداخل ناشی می شود و بنابراین نمی توان آنها را به عنوان یک ماده همگن تقریب زد. وسط طیف مرئی دارای طول موج تقریباً 560 نانومتر (برای نور خورشید) است. ساختارهای بلوری فوتونیک معمولاً نصف این اندازه یا کوچکتر هستند، که کمتر از 280 نانومتر است.
فرامواد پلاسمونیک از پلاسمون‌های سطحی استفاده می‌کنند که بسته‌هایی از بار الکتریکی هستند که در فرکانس‌های نوری روی سطوح فلزات نوسان می‌کنند. سطوح انتخابی فرکانس (FSS) می‌توانند ویژگی‌های زیرموجی را نشان دهند و به‌صورت‌های مختلف به عنوان رسانای مغناطیسی مصنوعی (AMC) یا سطوح امپدانس بالا (HIS) شناخته می‌شوند. FSS ویژگی های القایی و خازنی را نشان می دهد که مستقیماً با ساختار زیرموج آنها مرتبط است. فرامواد الکترومغناطیسی را می توان به کلاس های مختلفی تقسیم کرد که به شرح زیر است:

### ضریب شکست منفی
فرامواد با شاخص منفی (NIM) با شاخص انکسار منفی مشخص می شوند. اصطلاحات دیگر برای NIMها عبارتند از "رسانه چپ دست"، "رسانه با ضریب شکست منفی"، و "رسانه موج عقب". NIMهایی که در آنها ضریب شکست منفی از گذردهی منفی و نفوذپذیری منفی به طور همزمان ناشی می‌شود، به عنوان متاموماد دو منفی یا مواد منفی دوگانه (DNG) نیز شناخته می‌شوند.

### منفرد منفی
فرامواد منفرد منفی (SNG) دارای گذردهی نسبی منفی (εr) یا نفوذپذیری نسبی منفی (μr) هستند، اما هر دو را ندارند. هنگامی که با یک SNG متفاوت و مکمل ترکیب می شوند، به عنوان فرامواد عمل می کنند و به طور مشترک به عنوان یک DNG عمل می کنند. رسانه‌های منفی اپسیلون (ENG) یک εr منفی را نشان می‌دهند در حالی که μr مثبت است. بسیاری از پلاسماها این ویژگی را نشان می دهند. به عنوان مثال، فلزات نجیب مانند طلا یا نقره در طیف مادون قرمز و مرئی ENG هستند.
رسانه Mu-منفی (MNG) εr مثبت و میکروr منفی را نشان می دهد. مواد ژیروتروپیک یا ژیرو مغناطیسی این ویژگی را نشان می دهند. یک ماده ژیروتروپیک ماده ای است که با حضور میدان مغناطیسی شبه استاتیکی تغییر یافته است و یک اثر مغناطیسی نوری را ممکن می سازد. در چنین ماده ای، قطبش های بیضوی چرخش چپ و راست می توانند با سرعت های مختلف منتشر شوند. هنگامی که نور از طریق لایه ای از مواد مغناطیسی نوری منتقل می شود، نتیجه آن اثر فارادی نامیده می شود: صفحه پلاریزاسیون می تواند بچرخد و چرخاننده فارادی را تشکیل دهد. نتایج چنین بازتابی به عنوان اثر کر مغناطیسی نوری شناخته می شود (با اثر کر غیرخطی اشتباه نشود). دو ماده ژیروتروپیک با جهت چرخش معکوس دو قطبش اصلی را ایزومرهای نوری می نامند. پیوستن یک دال از مواد ENG و دال از مواد MNG منجر به خواصی مانند تشدید، تونل زنی غیرعادی، شفافیت و بازتاب صفر شد. مانند مواد با شاخص منفی، SNGها ذاتاً پراکنده هستند، بنابراین εr، µr و ضریب شکست n آنها تابعی از فرکانس هستند.

### هایپربولیک
فرامواد هایپربولیک (HMMs) به عنوان یک فلز برای قطبش یا جهت انتشار نور خاص عمل می کنند و به دلیل مولفه های تانسور گذردهی منفی و مثبت به عنوان یک دی الکتریک برای دیگری رفتار می کنند و ناهمسانگردی شدیدی را ایجاد می کنند. رابطه پراکندگی ماده در فضای بردار موج یک هیپربولوئید را تشکیل می دهد و به همین دلیل به آن فراماده هذلولی می گویند. ناهمسانگردی شدید HMM ها منجر به انتشار جهتی نور در داخل و روی سطح می شود. HMM ها کاربردهای بالقوه مختلفی مانند حس کردن، تعدیل کننده بازتاب، تصویربرداری، هدایت سیگنال های نوری، اثرات تشدید پلاسمون را نشان داده اند.

### کاف انرژی
فرامواد باندگپ الکترومغناطیسی (EBG یا EBM) انتشار نور را کنترل می کنند. این کار یا با کریستال های فوتونی (PC) یا مواد چپ دست (LHM) انجام می شود. رایانه های شخصی می توانند انتشار نور را به طور کلی ممنوع کنند. هر دو کلاس می توانند به نور اجازه انتشار در جهت های خاص و طراحی شده را بدهند و هر دو را می توان با فاصله باند در فرکانس های دلخواه طراحی کرد. اندازه دوره EBG ها کسری قابل ملاحظه از طول موج است که تداخل سازنده و مخرب ایجاد می کند. PC از ساختارهای با طول موج فرعی، مانند متامواد قابل تنظیم متمایز می شود، زیرا PC ویژگی های خود را از ویژگی های باند گپ خود می گیرد. رایانه های شخصی به گونه ای اندازه می شوند که با طول موج نور مطابقت داشته باشند، در مقایسه با سایر فراموادهایی که ساختار طول موج فرعی را نشان می دهند. علاوه بر این، رایانه های شخصی با پراش نور کار می کنند. در مقابل، فراماده از پراش استفاده نمی کند. رایانه های شخصی دارای اجزای دوره ای هستند که به دلیل تداخل مخرب آخال ها از پراکندگی، انتشار موج را مهار می کند. ویژگی فاصله باند فوتونی کامپیوترهای شخصی آنها را به آنالوگ الکترومغناطیسی بلورهای نیمه هادی الکترونیکی تبدیل می کند. هدف EBG ایجاد ساختارهای با کیفیت بالا، کم تلفات، دوره ای و دی الکتریک است. یک EBG بر فوتون‌ها تأثیر می‌گذارد، همانطور که مواد نیمه‌رسانا بر الکترون‌ها تأثیر می‌گذارند. رایانه های شخصی مواد باند گپ کاملی هستند، زیرا اجازه انتشار نور را نمی دهند. هر واحد از ساختار تناوبی تجویز شده مانند یک اتم عمل می کند، البته اندازه بسیار بزرگتر. EBGها برای جلوگیری از انتشار پهنای باند اختصاص داده شده از فرکانس ها برای زوایای ورود و قطبش های خاص طراحی شده اند. هندسه ها و ساختارهای مختلفی برای ساخت خواص ویژه EBG پیشنهاد شده است. در عمل ساختن یک دستگاه EBG بی عیب و نقص غیرممکن است. EBG ها برای فرکانس های مختلف از چند گیگاهرتز (گیگاهرتز) تا چند تراهرتز (THz)، رادیو، مایکروویو و مناطق فرکانس مادون قرمز میانی ساخته شده اند. توسعه برنامه EBG شامل یک خط انتقال، شمع های چوبی ساخته شده از میله های دی الکتریک مربعی و چندین نوع مختلف آنتن کم بهره است.

### رسانه دوگانه مثبت
محیط‌های مثبت مضاعف (DPS) مانند دی‌الکتریک‌های طبیعی در طبیعت وجود دارند. گذردهی و نفوذپذیری مغناطیسی هر دو مثبت هستند و انتشار موج در جهت رو به جلو است. مواد مصنوعی ساخته شده‌اند که خواص DPS، ENG و MNG را ترکیب می‌کنند.

### دو همسانگرد و دو همسانگرد
طبقه‌بندی فرامواد به دو یا منفرد منفی یا مضاعف مثبت، معمولاً فرض می‌کند که فراماده دارای پاسخ‌های الکتریکی و مغناطیسی مستقلی است که با ε و μ توصیف می‌شوند. با این حال، در بسیاری از موارد، میدان الکتریکی باعث قطبش مغناطیسی می شود، در حالی که میدان مغناطیسی قطبش الکتریکی را القا می کند که به عنوان جفت مغناطیسی شناخته می شود. چنین محیط هایی به عنوان دو همسانگرد مشخص می شوند. رسانه‌هایی که جفت‌شدگی مغناطیسی الکتریک را نشان می‌دهند و ناهمسانگرد هستند (که در مورد بسیاری از ساختارهای فراماده وجود دارد)، به عنوان دو ناهمسانگرد شناخته می‌شوند. چهار پارامتر ماده ذاتی برای جفت مگنتوالکتریک محیط های دو همسانگرد هستند. آنها قدرت میدان الکتریکی (E) و مغناطیسی (H) و چگالی شار الکتریکی (D) و مغناطیسی (B) هستند. این پارامترها به ترتیب ε، μ، κ و χ یا گذردهی، نفوذپذیری، قدرت کایرالیته و پارامتر تلگن هستند. در این نوع رسانه، پارامترهای مواد با تغییرات در طول یک سیستم مختصات چرخشی اندازه گیری تغییر نمی کنند. از این نظر، آنها تغییر ناپذیر یا اسکالر هستند. پارامترهای مغناطیسی ذاتی، κ و χ، بر فاز موج تأثیر می‌گذارند. اثر پارامتر کایرالیتی تقسیم ضریب شکست است. در محیط های همسانگرد، تنها در صورتی که ε و μ علامت یکسانی داشته باشند، این منجر به انتشار موج می شود. در محیط های دو همسانگرد با χ صفر فرض شده و κ یک مقدار غیر صفر، نتایج متفاوتی ظاهر می شود. موج رو به عقب یا موج رو به جلو می تواند رخ دهد. از طرف دیگر، بسته به قدرت پارامتر کایرالیتی، دو موج رو به جلو یا دو موج عقب ممکن است رخ دهد.

## دسته‌بندی فرامواد

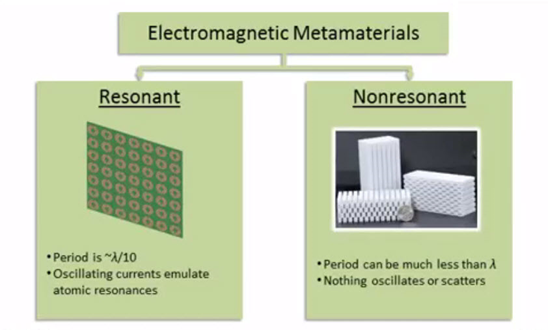
Different type of magnetic materials

به‌طور کلی می‌توان فرامواد را به دو دسته مطابق شکل تقسیم کرد. همان‌طور که مشاهده می‌شود آن‌ها به دو دستهٔ کلی تشدید شونده و تشدید نشونده تقسیم می‌شوند که در نوع تشدید شونده که موضوع مورد بحث ما در ادامه است دیده می‌شود که دوره تناوب در حدود 10 برابر طول موج است ولی در قسمت تشدید نشونده‌ها می‌بینیم که این عدد بسیار کوچکتر از طول موج خواهد بود و از روی دیگر نیز هیچ تشدید (به این معنی نیست ولی تشدید در فرکانس‌های بسیار بالا رخ می‌دهد).

## انواع فراماده

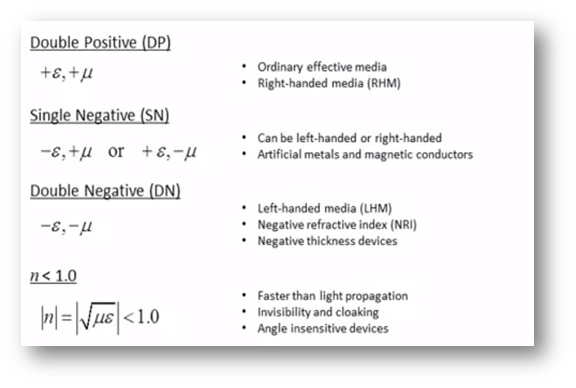
Classification of Metamaterials

در این قسمت، به صورت خلاصه مطابق شکل زیر می‌توان آن‌ها را بر اساس µ و ε شان به سه دسته هر دو مثبت، یکی مثبت و هر دو منفی تقسیم کرد که در آن‌ها به ترتیب µ و ε>۰، µ یا ε <۰ (نه هر دو آنها) و µ و ε <۰ باشند که مواد هر دو مثبت مواد طبیعی هستند (دست–راستی)، مواد یک منفی می‌توانند دست-چپی باشند که به صورت مصنوعی ساخته شده‌اند و در نهایت مواد هر دو منفی که مواد دست-چپی هستند که دارای ضریب بازتاب منفی هستند (n<0).

## مواد دست-چپی

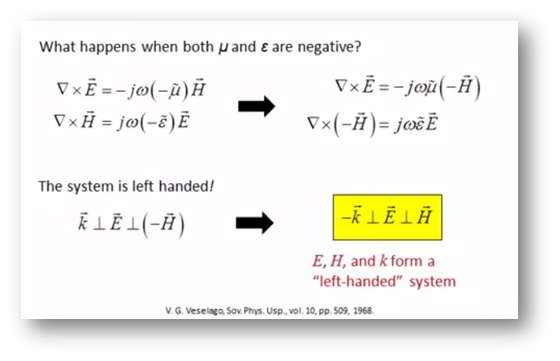
What happens when: µ و ε <۰

در اینجا اگر هر دو µ و ε منفی باشند معادلات زیر را می‌توان به صورتی تغییر داد که H یا E منفی در نظر گرفته شود که به دلیل وابستگی این دو به بردار موج می‌توان در نظر گرفت که K منفی است و این بدین معنی است که دیگر قانون دست-راست در اینجا صادق نیست و K در جهت منفی قرار دارد یا به عبارت ساده‌تر قانون دست-چپ برای آن صادق خواهد بود.
.
در شکل بالا سمت چپ (روبه روی "تعریف فرامواد")که به سادگی از قانون اسنل قابل اثبات است، به ترسیم و مقایسه یک پرتو در دو محیط طبیعی و فرآماده پرداخته که در محیط فرآماده به دلیل n<0 (با توجه به قانون اسنل { [(n1*sin(A)⁡] = [n1*sin(B)] } پرتو بدین صورت گشته.